# Bomarea puracensis
Bomarea puracensis är en alströmeriaväxtart som beskrevs av Alzate. Bomarea puracensis ingår i släktet Bomarea och familjen alströmeriaväxter.
Artens utbredningsområde är Colombia. Inga underarter finns listade i Catalogue of Life.